# 莱费尔
莱费尔（法語：Les Ferres，法語發音：[le fɛʁ]）是法国滨海阿尔卑斯省的一个市镇，属于格拉斯区。

## 地理
莱费尔（43°50'49"N, 7°5'39"E）面积13.7 平方千米，位于法国普罗旺斯-阿尔卑斯-蓝色海岸大区滨海阿尔卑斯省，该省份为法国东南部沿海省份，南濒地中海，西南至瓦尔省，西北接上普罗旺斯阿尔卑斯省，北部和东部与意大利接壤。
与莱费尔接壤的市镇（或旧市镇、城区）包括：贝佐丹莱萨尔普、布永、孔塞居德、日莱特、皮埃尔弗、图东。

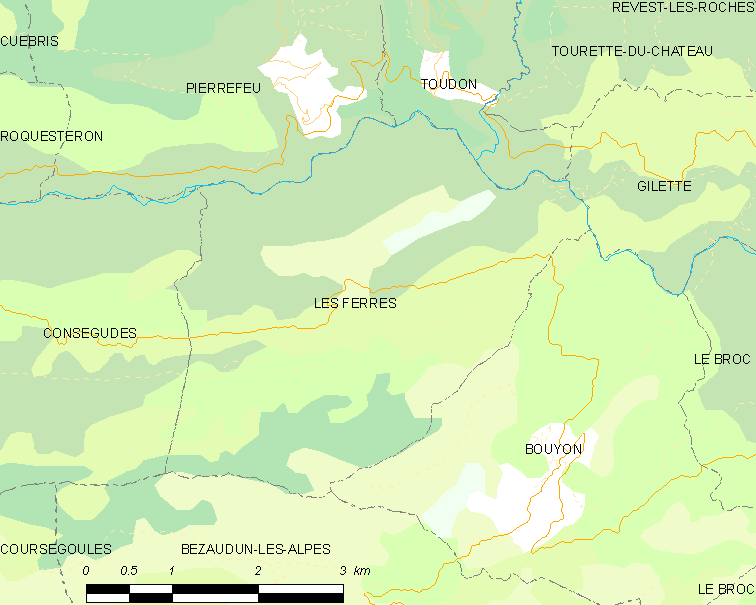
莱费尔的OSM定位图

莱费尔的时区为UTC+01:00、UTC+02:00（夏令时）。

## 行政
莱费尔的邮政编码为06510，INSEE市镇编码为06061。

## 政治
莱费尔所属的省级选区为旺斯县。

## 人口

1962-2008年间莱费尔人口变化图示

莱费尔于2022年1月1日时的人口数量为93人。